# ژامبون
ژامبون (به فرانسوی: jambon) غذایی است که از گوشت ران حیوانات خصوصاً خوک پرواری تهیه می‌شود. ژامبون ممکن است تازه یا دود پخت بوده و به آن نمک و مواد نگهدارنده زده شده باشد. ژامبون نسبت به کالباس، از گوشت بیشتری برخورداراست.

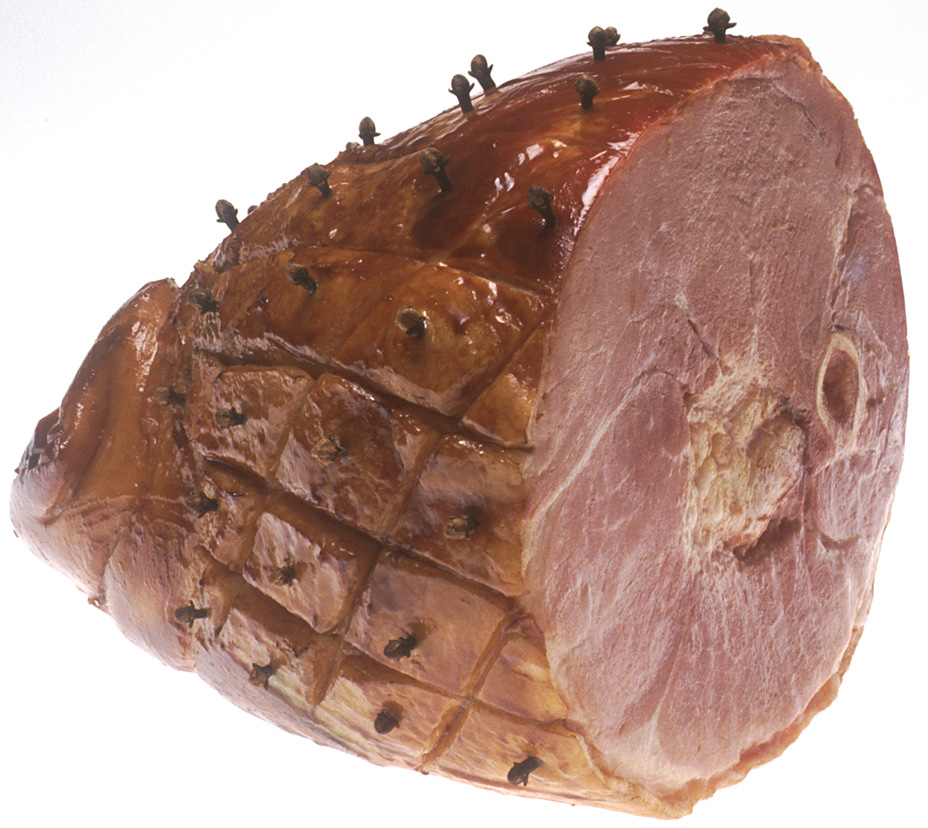
ژامبون